# Giro del Delfinato 1982
Il Giro del Delfinato 1982, trentaquattresima edizione della corsa, si svolse dal 31 maggio al 7 giugno su un percorso di 1301 km ripartiti in 7 tappe (la quarta e la settima suddivise in due semitappe) più un cronoprologo, con partenza ad Avignone e arrivo ad Annecy. Fu vinto dal francese Michel Laurent della Peugeot-Shell-Michelin davanti ai suoi connazionali Jean-René Bernaudeau e Pascal Simon.

## Tappe
| Tappa  | Data      | Percorso                                | km   | Vincitore di tappa | Leader cl. generale  |
| ------ | --------- | --------------------------------------- | ---- | ------------------ | -------------------- |
| Prol.  | 31 maggio | Avignone > Avignone (cron. individuale) | 2,5  | René Koppert       | René Koppert         |
| 1ª     | 1º giugno | Avignone > Tournon-sur-Rhône            | 215  | Ad Wijnands        | Jean-René Bernaudeau |
| 2ª     | 2 giugno  | Tain-l'Hermitage > Saint-Chamond        | 197  | Jacques Michaud    | Jean-René Bernaudeau |
| 3ª     | 3 giugno  | Saint-Chamond > Digoin                  | 195  | Patrick Perret     | Jean-René Bernaudeau |
| 4ª-1ª  | 4 giugno  | Paray-le-Monial > Bourg-en-Bresse       | 112  | Bernard Vallet     | Michel Laurent       |
| 4ª-2ª  | 4 giugno  | Bourg-en-Bresse > Lione                 | 90   | Pascal Jules       | Michel Laurent       |
| 5ª     | 5 giugno  | Bourgoin-Jallieu > La Bastille          | 187  | Robert Alban       | Michel Laurent       |
| 6ª     | 6 giugno  | Grenoble > Voiron                       | 159  | René Bittinger     | Michel Laurent       |
| 7ª-1ª  | 7 giugno  | Voiron > Annecy                         | 106  | Gilbert Glaus      | Michel Laurent       |
| 7ª-2ª  | 7 giugno  | Annecy > Annecy (cron. individuale)     | 37,4 | Bernard Vallet     | Michel Laurent       |
| Totale | Totale    | Totale                                  | 1301 |                    |                      |

## Dettagli delle tappe

### Prologo
- 31 maggio: Avignone > Avignone (cron. individuale) – 2,5 km

| Pos. | Corridore            | Squadra     | Tempo |
| ---- | -------------------- | ----------- | ----- |
| 1    | René Koppert         | TI-Raleigh  |       |
| 2    | Jean-René Bernaudeau | Peugeot     |       |
| 3    | Jean-Marie Grezet    | Cilo-Aufina |       |

| Pos. | Corridore            | Squadra     | Tempo |
| ---- | -------------------- | ----------- | ----- |
| 1    | René Koppert         | TI-Raleigh  |       |
| 2    | Jean-René Bernaudeau | Peugeot     |       |
| 3    | Jean-Marie Grezet    | Cilo-Aufina |       |

### 1ª tappa
- 1º giugno: Avignone > Tournon-sur-Rhône – 215 km

| Pos. | Corridore           | Squadra    | Tempo    |
| ---- | ------------------- | ---------- | -------- |
| 1    | Ad Wijnands         | TI-Raleigh | 5h32'24" |
| 2    | Johan van der Velde | TI-Raleigh | s.t.     |
| 3    | Frédéric Vichot     | Coop       | s.t.     |

| Pos. | Corridore            | Squadra     | Tempo    |
| ---- | -------------------- | ----------- | -------- |
| 1    | Jean-René Bernaudeau | Peugeot     | 4h35'35" |
| 2    | Henk Lubberding      | TI-Raleigh  | a 1"     |
| 3    | Serge Demierre       | Cilo-Aufina | a 2"     |

### 2ª tappa
- 2 giugno: Tain-l'Hermitage > Saint-Chamond – 197 km

| Pos. | Corridore        | Squadra | Tempo    |
| ---- | ---------------- | ------- | -------- |
| 1    | Jacques Michaud  | Coop    | 5h15'18" |
| 2    | Vincent Frédéric | Fangio  | a 30"    |
| 3    | Sean Kelly       | Sem     | a 32"    |

| Pos. | Corridore            | Squadra     | Tempo     |
| ---- | -------------------- | ----------- | --------- |
| 1    | Jean-René Bernaudeau | Peugeot     | 10h51'25" |
| 2    | Henk Lubberding      | TI-Raleigh  | a 1"      |
| 3    | Serge Demierre       | Cilo-Aufina | a 2"      |

### 3ª tappa
- 3 giugno: Saint-Chamond > Digoin – 195 km

| Pos. | Corridore             | Squadra       | Tempo    |
| ---- | --------------------- | ------------- | -------- |
| 1    | Patrick Perret        | Peugeot       | 5h05'59" |
| 2    | Dominique Arnaud      | Wolber-Spidel | a 1"     |
| 3    | Christian Levavasseur | Coop          | a 2"     |

| Pos. | Corridore            | Squadra     | Tempo     |
| ---- | -------------------- | ----------- | --------- |
| 1    | Jean-René Bernaudeau | Peugeot     | 15h59'59" |
| 2    | Henk Lubberding      | TI-Raleigh  | a 1"      |
| 3    | Serge Demierre       | Cilo-Aufina | a 2"      |

### 4ª tappa - 1ª semitappa
- 4 giugno: Paray-le-Monial > Bourg-en-Bresse – 112 km

| Pos. | Corridore           | Squadra    | Tempo    |
| ---- | ------------------- | ---------- | -------- |
| 1    | Bernard Vallet      | La Redoute | 2h39'54" |
| 2    | Gerard Veldscholten | TI-Raleigh | a 4"     |
| 3    | Jos Schipper        | Splendor   | a 6"     |

| Pos. | Corridore            | Squadra | Tempo     |
| ---- | -------------------- | ------- | --------- |
| 1    | Michel Laurent       | Peugeot | 18h40'06" |
| 2    | Hubert Graignic      | Sem     | a 11"     |
| 3    | Jean-René Bernaudeau | Peugeot | a 1'43"   |

### 4ª tappa - 2ª semitappa
- 4 giugno: Bourg-en-Bresse > Lione – 90 km

| Pos. | Corridore        | Squadra     | Tempo    |
| ---- | ---------------- | ----------- | -------- |
| 1    | Pascal Jules     | Renault-Elf | 2h20'41" |
| 2    | Marino Lejarreta | Teka        | a 3'39"  |
| 3    | Sean Kelly       | Sem         | s.t.     |

| Pos. | Corridore            | Squadra | Tempo     |
| ---- | -------------------- | ------- | --------- |
| 1    | Michel Laurent       | Peugeot | 21h04'50" |
| 2    | Hubert Graignic      | Sem     | a 11"     |
| 3    | Jean-René Bernaudeau | Peugeot | a 1'43"   |

### 5ª tappa
- 5 giugno: Bourgoin-Jallieu > La Bastille – 187 km

| Pos. | Corridore            | Squadra    | Tempo    |
| ---- | -------------------- | ---------- | -------- |
| 1    | Robert Alban         | La Redoute | 5h45'41" |
| 2    | Jean-René Bernaudeau | Peugeot    | a 58"    |
| 3    | Pascal Simon         | Peugeot    | a 59"    |

| Pos. | Corridore            | Squadra | Tempo     |
| ---- | -------------------- | ------- | --------- |
| 1    | Michel Laurent       | Peugeot | 26h51'41" |
| 2    | Hubert Graignic      | Sem     | a 40"     |
| 3    | Jean-René Bernaudeau | Peugeot | a 1'31"   |

### 6ª tappa
- 6 giugno: Grenoble > Voiron – 159 km

| Pos. | Corridore            | Squadra | Tempo    |
| ---- | -------------------- | ------- | -------- |
| 1    | René Bittinger       | Sem     | 5h11'41" |
| 2    | Jean-René Bernaudeau | Peugeot | s.t.     |
| 3    | Pascal Simon         | Peugeot | a 4"     |

| Pos. | Corridore            | Squadra | Tempo     |
| ---- | -------------------- | ------- | --------- |
| 1    | Michel Laurent       | Peugeot | 32h04'25" |
| 2    | Jean-René Bernaudeau | Peugeot | a 28"     |
| 3    | Pascal Simon         | Peugeot | a 39"     |

### 7ª tappa - 1ª semitappa
- 7 giugno: Voiron > Annecy – 106 km

| Pos. | Corridore     | Squadra     | Tempo    |
| ---- | ------------- | ----------- | -------- |
| 1    | Gilbert Glaus | Cilo-Aufina | 2h29'33" |
| 2    | Ad Wijnands   | TI-Raleigh  | s.t.     |
| 3    | Sean Kelly    | Sem         | s.t.     |

| Pos. | Corridore            | Squadra | Tempo     |
| ---- | -------------------- | ------- | --------- |
| 1    | Michel Laurent       | Peugeot | 34h35'13" |
| 2    | Jean-René Bernaudeau | Peugeot | a 28"     |
| 3    | Pascal Simon         | Peugeot | a 39"     |

### 7ª tappa - 2ª semitappa
- 7 giugno: Annecy > Annecy (cron. individuale) – 37,4 km

| Pos. | Corridore      | Squadra     | Tempo  |
| ---- | -------------- | ----------- | ------ |
| 1    | Bernard Vallet | La Redoute  | 48'46" |
| 2    | Serge Demierre | Cilo-Aufina | a 49"  |
| 3    | Marcel Tinazzi | Sem         | a 51"  |

| Pos. | Corridore            | Squadra | Tempo     |
| ---- | -------------------- | ------- | --------- |
| 1    | Michel Laurent       | Peugeot | 35h25'03" |
| 2    | Jean-René Bernaudeau | Peugeot | a 28"     |
| 3    | Pascal Simon         | Peugeot | a 45"     |

## Classifiche finali

### Classifica generale
| Pos. | Corridore            | Squadra                     | Tempo     |
| ---- | -------------------- | --------------------------- | --------- |
| 1    | Michel Laurent       | Peugeot-Shell-Michelin      | 35h25'03" |
| 2    | Jean-René Bernaudeau | Peugeot-Shell-Michelin      | a 28"     |
| 3    | Pascal Simon         | Peugeot-Shell-Michelin      | a 45"     |
| 4    | Pierre Bazzo         | La Redoute-Motobecane       | a 8'36"   |
| 5    | René Bittinger       | Sem-France-Loire-Campagnolo | a 9'28"   |
| 6    | Sven-Åke Nilsson     | Wolber-Spidel               | a 11'01"  |
| 7    | Phil Anderson        | Peugeot-Shell-Michelin      | s.t.      |
| 8    | Bernard Vallet       | La Redoute-Motobecane       | a 11'24"  |
| 9    | Ismael Lejarreta     | Teka                        | a 11'54"  |
| 10   | Robert Alban         | La Redoute-Motobecane       | a 12'55"  |